# Marine romaine

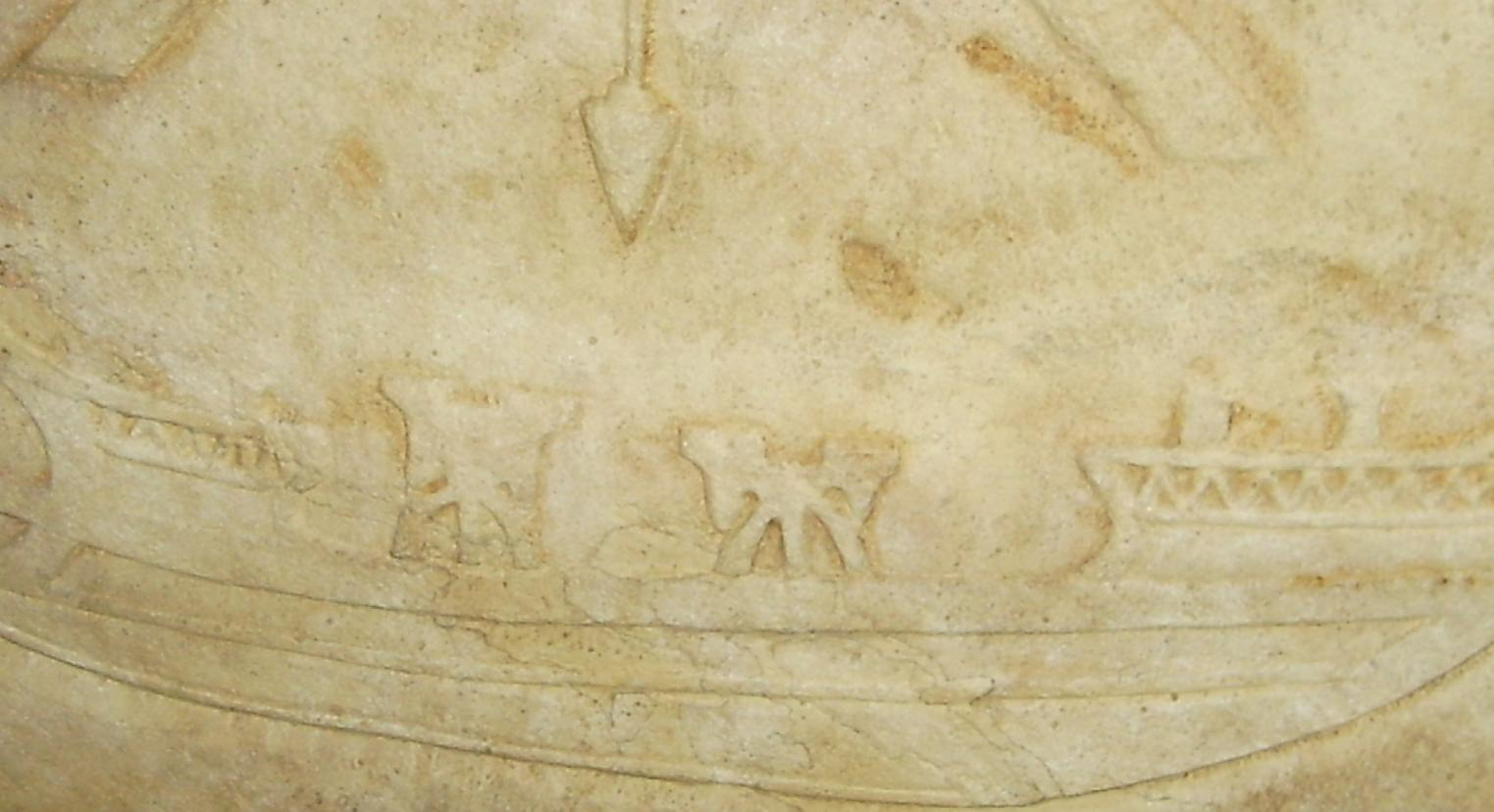
Baliste sur un navire romain.

La marine militaire romaine (latin : classis) opéra depuis la première guerre punique, en 260 av. J.-C. jusqu'à la fin de l'Empire romain. Durant les guerres puniques, ou durant les autres conquêtes, spécialement à l'Est, la marine eut un rôle important. La mer Méditerranée conquise, la flotte romaine servit à combattre la piraterie endémique. Après le déclin de l'Empire romain d'Occident, la marine de l'Empire d'Orient combattit contre les invasions maritimes venues du nord, du sud et de l'ouest.

## Histoire

### Chronologie

#### Sous la République
Alors que le contrôle de Rome s'étend sur le Latium après la première guerre samnite, Antium la capitale des Volsques oppose ses intérêts à ceux de Rome sur mer. Rome qualifie Antium de ville pirate et, en 338 av. J.-C., la pille et fait brûler les navires d'Antium. Les romains ornent le Forum des Rostres et interdisent à Antium de construire des navires. Rome préféra donc ne pas bénéficier de la puissance navale de cette ville. Sa première marine constituée est créée en 311 av. J.-C. sous la direction de Marcus Decius.
En 264 av. J.-C., Rome ne semble plus posséder alors de navires, pour conquérir la Sicile, elle fait appel aux socii navales (les Volsques d'Antium, les Grecs de Naples, Tarente, Locres et Elée). Les navires sont des trirèmes et pentécontères, il n'existe aucun modèle supérieur en Italie lorsque se déclare la première guerre punique. Les modèles de navire plus grands n'apparaitront qu'après le déclenchement de cette première guerre. Ce sont les guerres puniques qui vont révéler à Rome l'importance du contrôle de la mer Méditerranée pour assurer sa prospérité commerciale et militaire. D'ailleurs la maîtrise des mers et la peur de la marine romaine, bridera Carthage lors de la deuxième guerre punique.
La popularité de la marine n'a pu apparaître qu'après cette victoire de Mylae en 260 av. J.-C.. Certains l'interprètent comme une victoire sur un convoi de ravitaillement.
En 229 av. J.-C., Rome s'aventura pour la première fois à l'est de la mer Adriatique. Elle déclara la guerre aux pirates d'Illyrie qui écumaient les côtes italiennes et pillaient les marchands romains.
À la fin de la république, 150 trirèmes et quinquérèmes sont stationnés dans le détroit de Messine. En 67 av. J.-C., Pompée, grâce à la Lex Gabinia, a le pouvoir d'organiser la flotte contre la piraterie.
Dans son conflit avec Octavien, qui allait devenir Auguste, Sextus Pompée utilise la marine pour menacer l'approvisionnement du grain en provenance de Sicile et à destination de Rome. En 36 av. J.-C., Auguste, avec l'aide de Marcus Vipsanius Agrippa, construit une flotte à Forum Iulii, et défait Pompée à la bataille de Naulochus.

#### Sous l'Empire

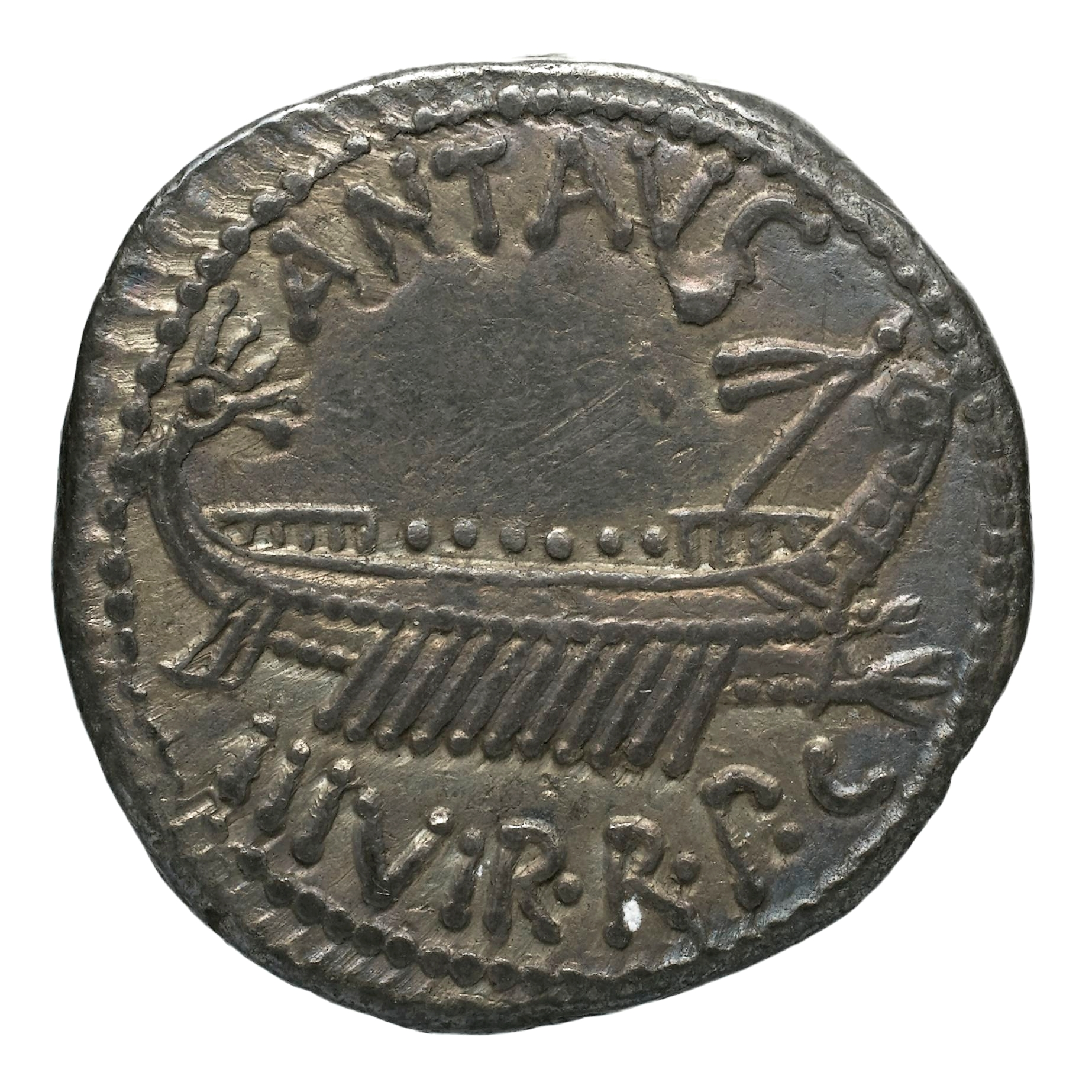
Denier de Marc Antoine frappé en 32--31 Une trière voguant à droite, avec à la proue l’acrostolium.

La puissance d'Auguste est encore cimentée par sa victoire sur les flottes combinées de Marc Antoine et de Cléopâtre en 31 av. J.-C.. Il s'occupe alors de plusieurs ports et réforme la marine qui devient entièrement professionnelle.
À partir de 15 av. J.-C., la flotte du nord, installée sur le lac de Constance, sera utilisée intensivement par Drusus puis Tibère pour étendre l'Empire sur l'Elbe. En 12 av. J.-C. Nero Claudius Drusus ordonne la construction d'une flottille de 1 000 vaisseaux le long du Rhin et jusqu'à la mer du Nord. Les Frisons et les Chauques ne pouvant rien opposer de supérieur en nombre ou en tactique aux Romains. Ces conquêtes se poursuivent même sur la côte nord-est du Danemark.
Force dorénavant incontestée en mer Méditerranée, elle lutte contre la piraterie pour assurer le commerce qui s'étend, depuis la prise de l'Égypte, sur l'Arabie, la côte est africaine et l'Inde. Aussi une des premières campagnes d'Auguste, commandée par Lucius Aelius Gallus, préfet d'Égypte fut la prise de l'Arabie. Pour cette opération Gallus fit construire 130 transports de troupe. Cette campagne échoua.
En 9, après la bataille de Teutobourg, les opérations s'estompent. En 15 et 16, Germanicus lance plusieurs opérations le long du Rhin et de l'Ems, mais subit des échecs. Après 28, les Romains perdent l'avantage dans une succession d'insurrections des Frisons.
De 37 à 85, la flotte classis Germanica a joué un rôle important dans la conquête de la Bretagne. En 46, plusieurs expéditions pénètrent profondément dans les régions du bord de la mer Noire et le long du Tanaïs. En 57, Chersonèse est atteinte.
Sous Néron, le commerce vers l'Inde est très important, cependant, il ne semble pas qu'il y ait eu une flotte romaine en mer Rouge, mais la sécurité devait peut-être être assurée par la flotte basée à Alexandrie. Durant la Première guerre judéo-romaine, la marine romaine affronte à plusieurs reprises la flotte juive basée dans un port dans la région de l'actuelle Tel Aviv et sur le lac de Tibériade.
Durant la rébellion batave menée par Caius Julius Civilis, les rebelles capturent une partie de la flotte du Rhin à la suite d'une trahison, mais ils ne parviendront pas à l'utiliser contre le reste de la flotte. La flotte fut restituée à Rome lorsque Civilis fut vaincu.
De 82 à 85, la marine joue un grand rôle lors de la campagne contre les Calédoniens en lançant des expéditions le long des côtes orientales. Les Romains capturent à cette occasion, les îles des Orcades, les îles des Shetland et débarquent aux Hébrides et en Irlande. Les Antonins utilisent la marine surtout le long des fleuves. Trajan l'utilise pour la conquête de la Dacie et fonde une flotte pour l'Euphrate et le Tigre jusqu'au golfe Persique. Marc Aurèle utilise la flotte dans plusieurs combats sur l'Istrus (Danubius) et la Tisia contre les Marcomans. Sous les Sévères, les seules opérations de la marine connues, menées par Septime Sévère, furent la campagne le long de l'Euphrate, du Tigre et celle de la Calédonie.
Durant le règne de Trébonien Galle, durant la période dite de l'Anarchie militaire, des Germains, pour la première fois, accumulent une flotte le long de la mer Noire. Ils attaquent à deux reprises, par surprise les bases sur le Danube et dans le Caucase, en 256. Ils capturent à cette occasion de nombreux bateaux. Ils poursuivent ensuite leurs expéditions sur la mer Égée, en direction de Sparte, Athènes, Constantinople qui sont pillées. Ils commirent cependant des erreurs tactiques, ce qui permit à Rome de les stopper. En 268, une autre attaque germaine, plus violente a lieu contre les îles de Crète, Rhodes, Chypre et parallèlement sur le continent grec. Les Romains ne tentèrent d'intervenir qu'à l'avènement de Claude II le Gothique qui les défit.

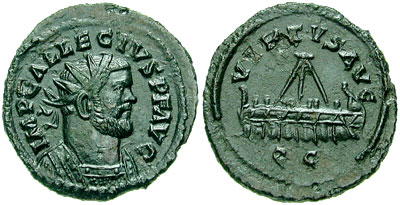
Pièce frappée par Allectus.

La flotte romaine eut à faire face, en 286, à une crise encore plus importante avec la formation d'un Empire romain britannique par Carausius, qui contrôlait alors la mer du Nord et la Manche. L'empereur Maximin II Daïa reconstitua donc une flotte nordique complète mais elle fut presque immédiatement détruite par manque d'expérience. Le César Constance Chlore, commandant en Gaule, réussit à prendre Londinum et la province par une attaque concentrique.
Une estimation de Jean le Lydien donne un effectif de 45 562 marins sous Dioclétien et la Tétrarchie.

#### Division de l’empire

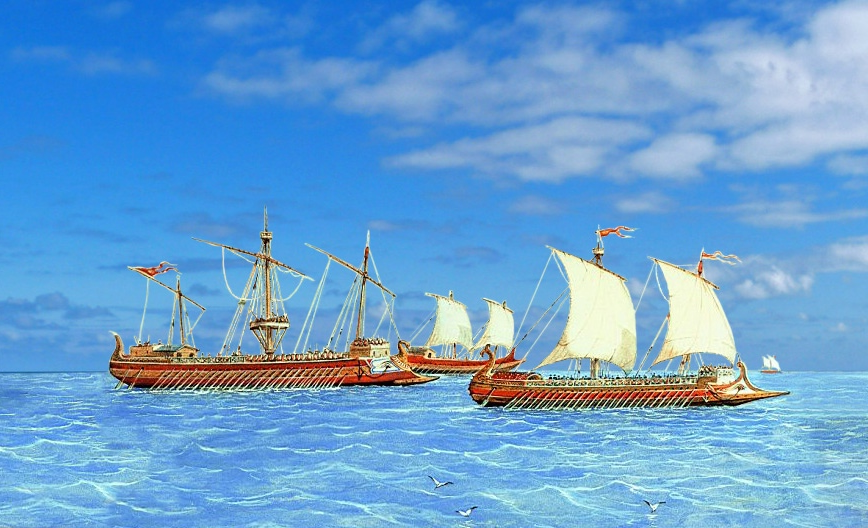
Les dernières trirèmes romaines et les premiers dromons de l'antiquité tardive, par (Musée naval de Madrid).

Après 330, les deux flottes principales ont été postées à Constantinople. Les batailles navales classiques étaient maintenant un cas rare. Les documents racontent la victoire de Crispus sur Licinius en 324, de la destruction de bateaux sous Gaïnas en 400 et des opérations navales contre Genséric au Ve siècle. En 363, l'empereur Julien rassemble une armée de 60 000 hommes, une flotte de cinquante navires de guerre et de mille mahonnes pour les transporter sur l'Euphrate durant la campagne de Julien en Perse. La flotte romaine subit des défaites contre les Germains en 460 et 468 sous le règne des empereurs Majorien et Anthémius sur les côtes nord-africaines. La marine ne peut rien contre les invasions barbares germaniques et à la disparition de l'Empire romain d'Occident, la flotte de Carthage est utilisée par les Vandales pour conquérir les Baléares, la Corse et la Sardaigne. Après la chute de l'Empire d'Occident, c'est l'Empire romain d'Orient qui perpétue la marine romaine (appelée « byzantine » par les historiens depuis le XVIe siècle).
Sous Justinien Ier, elle comptait encore des trirèmes, mais surtout des dromons assistés de liburnes,. Cette flotte protégeait les routes maritimes et assurait les liaisons entre la capitale Constantinople, les principaux ports continentaux comme Thessalonique, Ravenne ou Naples, les îles de la Méditerranée, l'Hispanie méridionale et l'Italie byzantines (reprises respectivement aux Wisigoths et aux Ostrogoths) et l'exarchat de Carthage (repris aux Vandales),,. Après le XIe siècle, cette tradition maritime est perpétuée par les flottes génoise et vénitienne.

### Liste des principales batailles navales
- Première guerre punique
  - Bataille des îles Lipari, 260 av. J.-C., victoire carthaginoise mineure.
  - Bataille de Mylae, 260 av. J.-C., victoire romaine.
  - Bataille de Sulci, 258 av. J.-C., victoire romaine, obtenue par le consul Caius Sulpicius Paterculus.
  - Bataille de Tyndaris, 257 av. J.-C., victoire romaine.
  - Bataille du Cap Ecnome, 256 av. J.-C., victoire romaine.
  - Bataille de Drépane, 249 av. J.-C., victoire carthaginoise, la flotte romaine est presque complètement détruite
  - Bataille des îles Égates, 241 av. J.-C., victoire romaine; met fin à la guerre.
- Deuxième guerre punique
- guerre contre Antiochos III le Grand
  - Bataille du Eurymedon, 190 av. J.-C. – Lucius Aemilius Regillus défait la flotte Séleucide commandée par Hannibal.
  - Bataille de Myonessus, 190 av. J.-C. Une autre flotte Séleucide est défaite par les romains.
- Troisième guerre punique
  - Bataille de Tenedos, 86 av. J.-C. défaite de la flotte du pont.

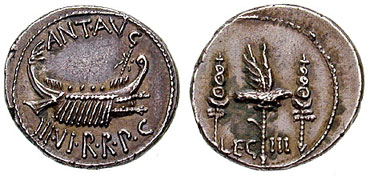
Vaisseaux romains de Marc Antoine denarius.

- Guerre civile après la mort de Jules César
  - Bataille de Nauloques, 36 av. J.-C., La flotte d'Auguste, sous le commandement de Marcus Vipsanius Agrippa défait les forces du rebelle Sextus Pompée.
- Bataille de Rhodes Victoire des partisans de Marcus Junius Brutus et Cassius sur les Rhodiens
- Bataille de Myndus Idem
  - Bataille d'Actium, 31 av. J.-C. Auguste défait les forces de Marc Antoine et de Cléopâtre VII.
- La Legio I Adiutrix est formée à partir de marins de la flotte en 68
- Année des quatre empereurs, 69 la flotte supporte Othon contre l'usurpateur Vitellius. Vespasien forme la Legio II Adiutrix à partir de marins de la flotte.
- Bataille de l'Hellespont, 323 Flavius Julius Crispus, fils de Constantin Ier, défait les forces navales de Licinius
- Bataille du cap Bon, 468, la flotte des Vandales défait la flotte romaine dirigée par Basiliscus.

### Évolutions techniques

Un corbeau

Avant la première guerre punique, la marine romaine est insignifiante. La marine romaine n'est pas d'inspiration grecque, c'est la menace de la flotte carthaginoise équipée de quinquérèmes qui a poussé les Romains à copier ceux-ci pour les combattre. La tradition raconte qu'ils y sont parvenus grâce à l'aide des grecs (socii) installés dans le Sud de l'Italie. Rome préféra les trirèmes. En 261 av. J.-C., les Romains réussirent à en construire cent en deux mois. Une première bataille, sans expérience, fut une défaite. Pour compenser leur manque de dextérité et de savoir-faire naval, ils utilisent leur atout : la qualité de leur infanterie navale dérivée de la légion. Pour ce faire, ils utilisent le corbeau (corvus). Cette invention, due au consul et commandant de la flotte Caius Duilius, est une simple passerelle basculante pourvue d'un croc à son extrémité, ce dernier se fiche dans le pont de l'adversaire et permet alors aux fantassins de parvenir facilement à bord du navire à conquérir, la supériorité de l'équipement de ceux-ci pour le corps à corps, fait ensuite la différence. Ils se reprennent ainsi avec la victoire de Mylae. Au fil de l'expérience acquise, ils combattent Carthage jusqu'à ses portes. Mais non sans difficultés, les troupes alliées refusant de combattre en raison de l'ampleur des pertes. De plus, la monnaie romaine subit le contrecoup des dépenses faites pour construire les navires. Le poids de l'As qui était fixé à 324 g avant la guerre passe à environ 290-280 grammes.
La marine et les techniques navales n'évolueront ensuite que peu au cours de l'histoire de la Rome antique. Bien que toujours munis d'un éperon, les navires romains combattent principalement par abordage et ils vont démontrer que les gros vaisseaux, peu mobiles, sont à la merci d'attaques combinées de navires de taille plus modeste.
En 67 av. J.-C. Pompée, grâce à la Lex Gabinia a le pouvoir d'organiser la flotte contre la piraterie. En 36 av. J.-C., pour la conquête du pouvoir, Auguste avec l'aide de Marcus Vipsanius Agrippa, construit une flotte à Forum Julii et défait Sextus Pompée à la bataille de Naulochus. À la bataille d'Actium, la flotte d'Auguste était équipée de liburnes, bateaux plus légers et dérivés des navires pirates de la côte dalmate avec deux rangs de rameurs faiblement décalés. Auguste écrase la flotte lourde égyptienne de Marc Antoine et de Cléopâtre VII. Il démontre la supériorité d'une flotte légère mobile sur des navires plus gros.
Les bateaux romains, construits pour naviguer en mer Méditerranée, ont également connu quelques succès en océan Atlantique, par exemple contre les Vénètes à la bataille du Morbihan.
Les Liburnes vont alors se spécialiser contre la seule menace navale pour l'empire, aussi bien en mer Méditerranée, en océan Atlantique ou en Manche, que sur le Rhin et le Danube, c’est-à-dire les pirates. Le transport naval est vital pour l'Empire, la maîtrise des voies terrestres étant beaucoup plus difficile à obtenir. De plus, du moment que la mer est contrôlée, la survie des troupes est assurée même lorsqu'elles sont mises en difficulté. Ça explique la rapidité de toutes les interventions contre les coups d’État qui menacent les liens maritimes et plus particulièrement les liens Égypte-Rome et Afrique-Rome. La marine sera aussi utilisée pour la conquête du pouvoir.

## Les marins

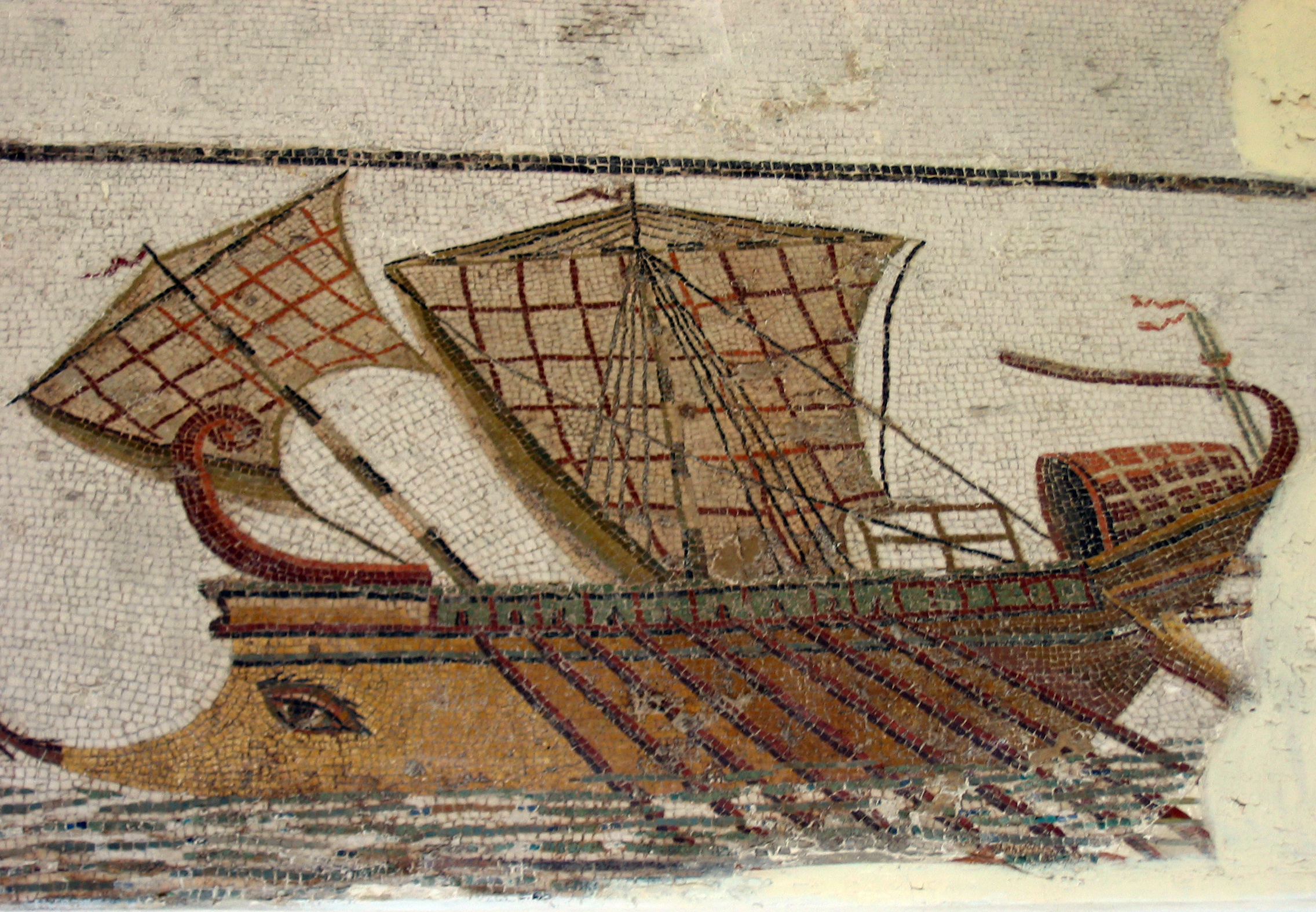
Trière romaine

En 311 av. J.-C., Rome crée des duumviri navales, deux officiers de rang subalterne, commandant 10 navires chacun, sous l’influence du tribun Marcus Decius. Ceci marque l’existence d’une flotte officielle.
Sous la république romaine et l'empire, les commandants de flottes sont issus des chevaliers le plus souvent, mais quelques affranchis ont pu occuper ces postes, et ont le titre de préfet (praefectus classis). Leur importance est mineure car les attaques se font sur terre ; leur rôle est surtout de surveiller les côtes (contre les pirates) et de protéger les convois de l'annone. Le commandant de navire, Navis magister ou triérarque dispose d'un grade équivalent ou légèrement inférieur à celui d'un centurion.
Le magister était l'officier qui dirigeait la navigation du vaisseau, qui donnait des ordres au timonier, aux marins, aux rameurs ; il se tenait assis dans la cabine (thronus) à l'arrière du bâtiment. Dans la marine marchande, le même titre désignait ce que nous appelons le capitaine du navire, celui à qui le bâtiment et l'équipage étaient confiés par les armateurs, qui lui donnaient des instructions auxquelles il devait se conformer. Mais ces distinctions précises ne sont pas toujours observées.
Le proreta était le matelot qui se tenait à la proue des navires pour surveiller la mer, et indiquer par signes au timonier ou pilote (gubernator) installé à la poupe sur quel point il devait gouverner. Il commandait en second et avait sous sa surveillance immédiate tout ce qui tenait au gréement et à l'armement du navire. Le gubernator donnait les ordres aux rameurs et dirigeait le maniement des voiles.
Les trois classes de marins comprenaient les Classirii, soldats exercés pour combattre à bord, les matelots (nautae) et les rameurs (remiges), les moins considérés et qui formaient une classe à part.
Le chef des rameurs s'appelait le hortator, et dirigeait leurs manœuvres ; il réglait leurs mouvements à l'aide du chant nautique appelé celeusma (chanté par le posarius), auquel était approprié le pied proceleusmatique, de quatre brèves. Il aidait les rameurs à frapper en mesure, et, en quelque sorte, les animait à leur tâche ; de là son nom. Il était assis à l'arrière du vaisseau avec un bâton (porticulus) à la main, dont il se servait pour battre la mesure.
Le service dans la marine est peu recherché et les citoyens romains l'évitent, les marins sont donc essentiellement des auxiliaires. Le service dure 26 ans, au bout desquels les non-citoyens, comme dans le reste de l'armée, reçoivent le droit de cité.

## Les flottes
Auguste crée une marine forte de huit escadres et de trois flottilles.
1. Deux escadres (la Classis Misenensis basée à Misène et la Classis Ravennatis basée à Ravenne) protègent l'Italie ; ce sont les escadres dites prétoriennes
2. Les autres escadres sont basées en Syrie, en Égypte, en mer Noire, en Manche, en mer du Nord, en Gaule (Fréjus) et en Libye.
3. Trois flottilles fluviales (la Classis Germanica sur le Rhin, la Classis Flavia Moesica en Pannonie et Mésie, c'est-à-dire sur le Danube).

Un autre flottille provinciale crée par Auguste, la Classis Pontica, était chargée de surveiller le sud de la Mer noire en coordination avec la Classis Flavia Moesica.
Un peu avant, sous l'empereur Claude, est établie la Classis Britannica pour appuyer l'invasion de la province de Bretagne.

### Composition
- Les avisos (petits navires de guerre chargés de porter des paquets, des ordres, ou des avis, qui peut aussi servir au combat).

- Les transports de troupe :

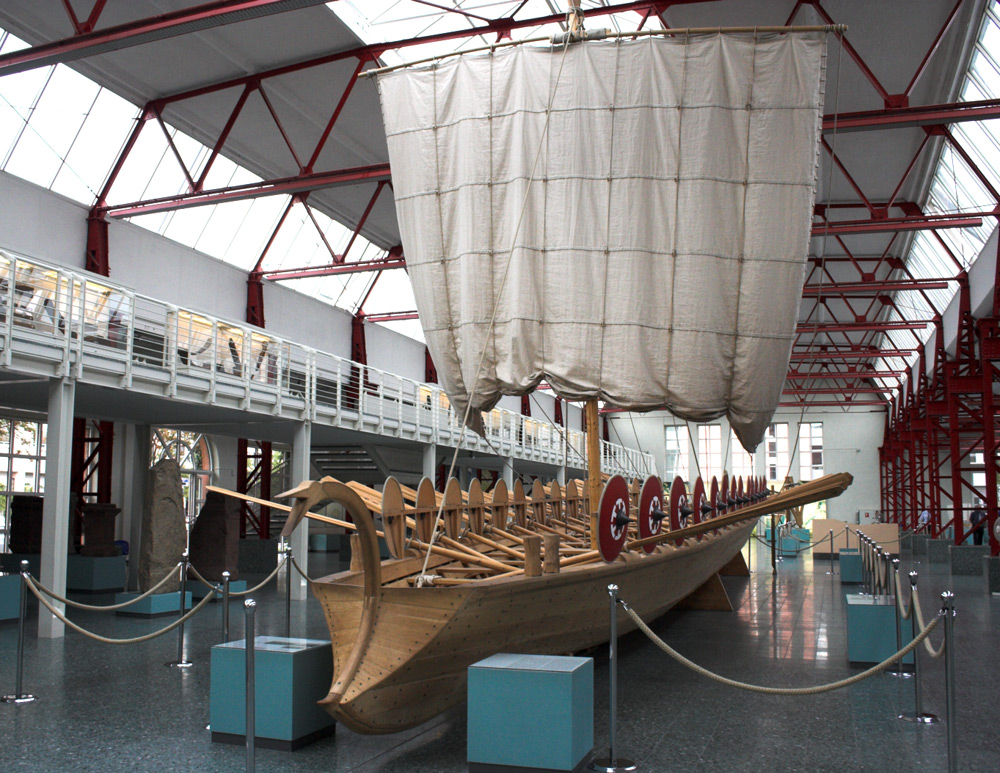
Reconstruction d'une Navis lusoria dans le musée de la navigation antique à Mayence.

  - Navis Oneraria : navire uniquement à voile servant de transport de troupe et à l'approvisionnement.
  - Navis lusoria
    - Navis actuaria (successeur des précédents) : bâtiment découvert, voguant avec des avirons aussi bien qu'avec des voiles et qu'on ne destinait pas à mettre en ligne le jour du combat, mais qu'on employait dans une flotte pour tout ce qui devait être fait promptement : pour croiser, pour exécuter une reconnaissance, pour porter un message ou pour transporter des hommes[22]. Il n'était jamais garni de moins de dix-huit avirons[23].

- Les navires de guerre romains.

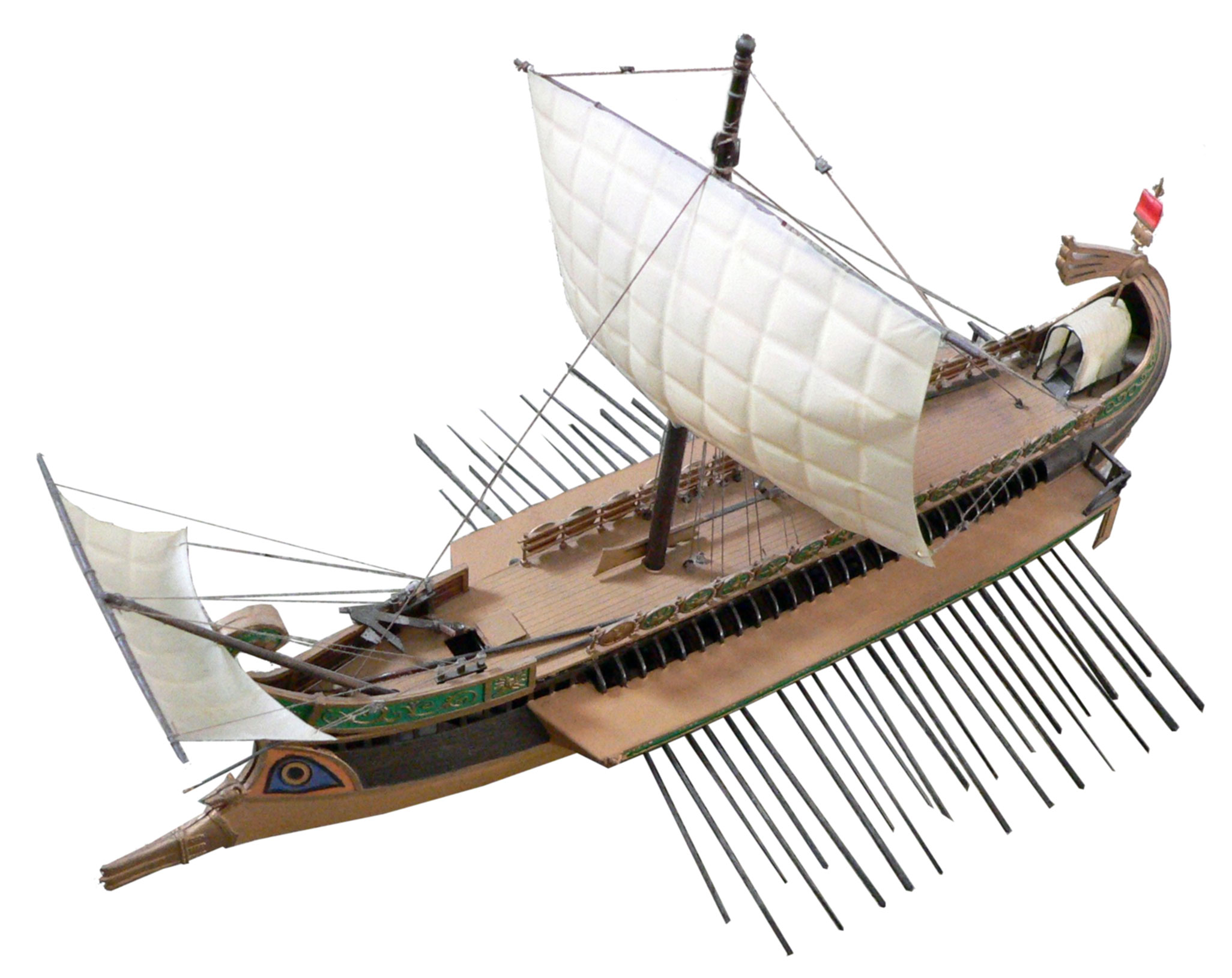
Modèle de birème romaine.

  - la Navis longa (le mot latin : navis est féminin) est un long vaisseau à quille aiguë avec un très long pont (espace entre la poupe et la proue). Il était mis en mouvement par un seul rang de rameurs (moneres), et formait une classe intermédiaire entre la navis actuaria et les bâtiments qui avaient plus d'un rang de rames (Ordo)[24], la birème, la trière, la quadrirème, la quinquérème et l'hexarème. Ces navires avaient jusqu'à cinquante rames[25]. On emploie aussi ce mot comme nom générique pour désigner tout bâtiment de guerre parce que, quel que soit le nombre de rangs de rame, tous étaient construits sur le même plan, en comparaison des coques courtes et ramassées, des quilles arrondies, qui avaient été adoptées pour la marine marchande et quelques bâtiments de corsaires. On appelait Navis turrita les navires possédant une tour « centrale » de protection. Les navires pouvait être pontés complètement (navis tecta ou contrata)[26], ou à moitié pontés (Navis aperta)[27], ou non pontés du tout.
  - les liburnes : Après leur victoire sur les Carthaginois, en 146 av. J.-C., les Romains entreprirent la construction de navires qu’ils voulaient légers, rapides et maniables. Dans ce but, ils s’inspirèrent des bateaux dont se servaient les pirates illyriques de la Liburnie, sur la côte adriatique, et qui correspond à peu près à l’actuelle Croatie. Le résultat fut la liburne, dotée de deux rangs de rameurs.

### Ports

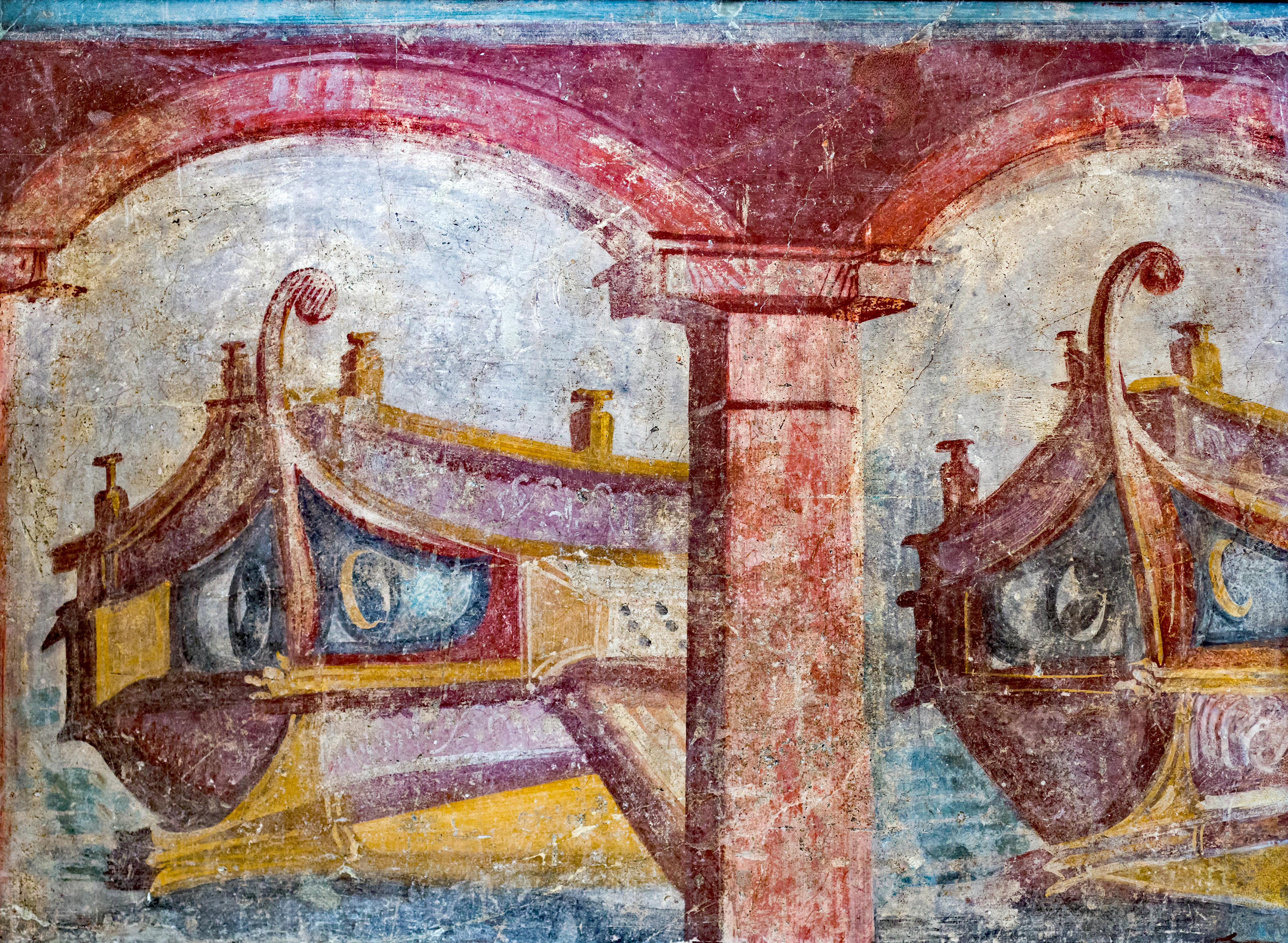
Navires de guerre dans une fresque de Pompéi (Musée archéologique national de Naples)

Au début de l'empire, la marine romaine comprend 8 escadres :
- Misène et Ravenne en Italie,
- Fréjus en Gaule,
- Bretagne,
- Libye,
- Alexandrie,
- Syrie,
- Pont, Classis Pontica (en)

et 3 flottilles
- Rhin,
- lac de Constance,
- Danube

Il faut également ajouter :
- Le port des Classis praetoriae
  - près de Ravenne
  - Misène (deux escadres classis Misenensis) à partir de -27 et est transférée en 330 à Constantinople
- Ostie
- Leptis Magna à partir du IVe siècle av. J.-C. en Afrique du Nord
- en Syrie à partir de -63 et basée à Séleucie de Piérie (Seleucia Pieriae) en 70 (classis Syriaca)
- Alexandrie Égyptienne sous domination romaine (-30), la classis Alexandrina
- Hyères (Pomponiana) et Fréjus au IIe siècle en Gaule transalpine.
- Dans le Pont à partir de 14 et précisément à Trabzon vers 50 (classis Pontica)
- Boulogne-sur-Mer (Portus Itius) Classis Britannica en 43
- À Richborough (Rutupiae) et à Douvres (Portus Dubris) en Bretagne au moins après 296, classis Britannica

## Historiographie
- Epitoma rei militaris de Végèce